# Vadims Vasiļevskis
Ne doit pas être confondu avec Alexandre Vassilievski, Andreï Vassilevski, Andrei Vasilevski (tennis) ou (2014) Vasilevskis.
Vadims Vasiļevskis (né le 5 janvier 1982 à Riga), est un athlète letton spécialiste du lancer du javelot, vice-champion olympique en 2004. Sa meilleure performance personnelle est de 90,73 m, réalisée en 2007 à Tallinn. Il l'a quasiment égalée, en 90,71 m à Valmiera, le 23 mai 2009.

## Biographie
Vasiļevskis a été l'une des surprises du lancer du javelot des Jeux olympiques d'Athènes. Des trois lanceurs de javelot lettons présents à Athènes, Vasiļevskis était le plus jeune et moins connu que ses deux compatriotes Ēriks Rags et Voldemārs Lūsis. Il fut pourtant le meilleur des trois, lançant à 84,95 m, améliorant son record personnel de 2,50 m et devenant médaillé d'argent.
En 2011, il lance le javelot à Tartu à 88,22 m le 28 mai. Lors de la finale de la Ligue de diamant 2011, mémorial Van Damme à Bruxelles, il termine 2e en 85,26 m (derrière Matthias de Zordo (88,36 m) et devant Fatih Avan (qui bat son record national).

### Palmarès
| Date | Compétition                   | Lieu              | Résultat | Marque  |
| ---- | ----------------------------- | ----------------- | -------- | ------- |
| 2000 | Championnats du monde juniors | Santiago du Chili | 8e       | 68,14 m |
| 2004 | Jeux olympiques               | Athènes           | 2e       | 84,95 m |
| 2006 | Championnats d'Europe         | Göteborg          | 4e       | 83,21 m |
| 2007 | Championnats du monde         | Osaka             | 4e       | 85,19 m |
| 2008 | Jeux olympiques               | Pékin             | 9e       | 81,32 m |
| 2008 | Finale mondiale               | Stuttgart         | 1er      | 86,65 m |
| 2009 | Championnats du monde         | Berlin            | 4e       | 82,37 m |

### Records
| Épreuve           | Performance | Lieu    | Date            |
| ----------------- | ----------- | ------- | --------------- |
| Lancer du javelot | 90,73 m     | Tallinn | 22 juillet 2007 |